# Grande Prêmio da Bélgica de 1975
Resultados do Grande Prêmio da Bélgica de Fórmula 1 realizado em Zolder em 25 de maio de 1975. Sexta etapa da temporada, teve como vencedor o austríaco Niki Lauda, da Ferrari.

## Classificação da prova
| Pos. | Nº | Piloto             | Construtor      | Voltas | Tempo/Diferença | Grid | Pontos |
| ---- | -- | ------------------ | --------------- | ------ | --------------- | ---- | ------ |
| 1    | 12 | Niki Lauda         | Ferrari         | 70     | 1:43:53.98      | 1    | 9      |
| 2    | 3  | Jody Scheckter     | Tyrrell-Ford    | 70     | + 19.22         | 9    | 6      |
| 3    | 7  | Carlos Reutemann   | Brabham-Ford    | 70     | + 41.82         | 6    | 4      |
| 4    | 4  | Patrick Depailler  | Tyrrell-Ford    | 70     | + 1:00.08       | 12   | 3      |
| 5    | 11 | Clay Regazzoni     | Ferrari         | 70     | + 1:03.84       | 4    | 2      |
| 6    | 16 | Tom Pryce          | Shadow-Ford     | 70     | + 1:28.45       | 5    | 1      |
| 7    | 1  | Emerson Fittipaldi | McLaren-Ford    | 69     | + 1 volta       | 8    |        |
| 8    | 8  | José Carlos Pace   | Brabham-Ford    | 69     | + 1 volta       | 2    |        |
| 9    | 14 | Bob Evans          | BRM             | 68     | + 2 voltas      | 20   |        |
| 10   | 18 | John Watson        | Surtees-Ford    | 68     | + 2 voltas      | 18   |        |
| 11   | 28 | Mark Donohue       | Penske-Ford     | 67     | + 3 voltas      | 21   |        |
| 12   | 30 | Wilson Fittipaldi  | Fittipaldi-Ford | 67     | + 3 voltas      | 24   |        |
| Ret  | 22 | François Migault   | Hill-Ford       | 57     | Suspensão       | 22   |        |
| Ret  | 9  | Vittorio Brambilla | March-Ford      | 54     | Freios          | 3    |        |
| Ret  | 6  | Jacky Ickx         | Lotus-Ford      | 52     | Freios          | 16   |        |
| Ret  | 5  | Ronnie Peterson    | Lotus-Ford      | 36     | Freios          | 14   |        |
| Ret  | 21 | Jacques Laffite    | Williams-Ford   | 18     | Câmbio          | 23   |        |
| Ret  | 10 | Lella Lombardi     | March-Ford      | 18     | Motor           | 17   |        |
| Ret  | 23 | Tony Brise         | Hill-Ford       | 17     | Motor           | 7    |        |
| Ret  | 24 | James Hunt         | Hesketh-Ford    | 15     | Transmissão     | 11   |        |
| Ret  | 17 | Jean-Pierre Jarier | Shadow-Ford     | 13     | Spun Off        | 10   |        |
| Ret  | 20 | Arturo Merzario    | Williams-Ford   | 2      | Embreagem       | 19   |        |
| Ret  | 26 | Alan Jones         | Hesketh-Ford    | 1      | Acidente        | 13   |        |
| Ret  | 2  | Jochen Mass        | McLaren-Ford    | 0      | Acidente        | 15   |        |

## Tabela do campeonato após a corrida
| Pos. | Piloto             | Pontos |
| ---- | ------------------ | ------ |
| 1    | Niki Lauda         | 23     |
| 1    | Emerson Fittipaldi | 21     |
| 3    | José Carlos Pace   | 16     |
| 4    | Carlos Reutemann   | 16     |
| 5    | Jody Scheckter     | 15     |

| Pos. | Construtor   | Pontos |
| ---- | ------------ | ------ |
| 1    | Brabham-Ford | 29     |
| 2    | McLaren-Ford | 26,5   |
| 3    | Ferrari      | 26     |
| 4    | Tyrrell-Ford | 19     |
| 5    | Hesketh-Ford | 7      |

- Nota: Somente as primeiras cinco posições estão listadas. A temporada de 1975 foi dividida em dois blocos de sete corridas onde cada piloto descartaria um resultado. Neste ponto esclarecemos: na tabela dos construtores figurava somente o melhor colocado dentre os carros do mesmo time.